# Pierre Ceresole
Pierre Ceresole (Losanna, 17 agosto 1879 – Losanna, 23 ottobre 1945) è stato un pacifista svizzero noto come fondatore del Servizio Civile Internazionale.

## Biografia

### La famiglia di origine

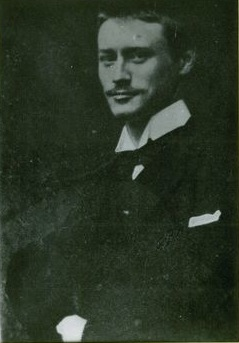
Studente a Zurigo nel 1897

Pierre Ceresole nacque a Losanna da una famiglia svizzera piuttosto conosciuta. Suo padre Paul fu un alto ufficiale dell'Esercito svizzero, giudice al tribunale Federale e presidente della Confederazione Elvetica. Il nonno paterno Auguste Ceresole era un pastore protestante stabilitosi a Vevey. Il nonno materno, Marc Secretan, fu avvocato, poi matematico ed in seguito fotografo (all'epoca dei dagherrotipi) e fabbricante di strumenti ottici.
L'ortografia corretta del cognome, francesizzato da alcuni autori in Cérésole, è quella riportata nell'incipit in quanto si tratta di un cognome di origine italiana. Il bisnonno di Pierre, Vincent Robert Marie Ceresole, nacque infatti a Monticello d'Alba (CN, provincia nella quale si trova anche il comune di Ceresole d'Alba). Peraltro Pierre si firmava Ceresole senza accenti sulle e.

### I primi anni
I suoi genitori ebbero dieci figli, dei quali Pierre era il penultimo; la madre morì quando Pierre aveva nove anni. Studiò ingegneria a Zurigo e fisica in Germania. Tra il 1909 e il 1914 ebbe modo di viaggiare negli USA e in Giappone. Inizialmente lavorò come operaio e tenne poi corsi di francese. A fronte delle ingiustizie sociali che riscontrò nelle Isole Hawaii decise di devolvere il proprio guadagno ad un'opera di beneficenza. Dal 1912 iniziò a lavorare come ingegnere in Giappone ma allo scoppio della prima guerra mondiale fece ritorno in Svizzera.

### La scelta antimilitarista
Durante il conflitto espresse pubblicamente il proprio rifiuto della guerra. Approfondì inoltre gradualmente la propria visione del cristianesimo ed arrivò a fare dono al Consiglio federale dei titoli che aveva ricevuto in eredità. Nel 1915 fu profondamente colpito dal «refus de servir» (obiezione di coscienza) messo in atto dall'istitutore vallese John Baudraz e dalla mancata presa di posizione delle chiese cristiane sull'argomento. Rifiutò allora di pagare la tassa militare, una imposta che sostituiva l'effettuazione del servizio militare, servizio dal quale Pierre era dispensato per motivi sanitari. Questa forma di protesta gli costò la prima condanna a un giorno di prigione. Pubblicò inoltre Religion et Patriotisme, un testo nel quale spiegava le ragioni del proprio rifiuto. Il 4 novembre alla fine del culto nella chiesa francese di Zurigo espresse un appello a rifiutare quelli che definiva gli idoli nazionali. A livello professionale tra il 1915 e il 1918 lavorò ancora come ingegnere, mentre in seguito fu insegnante di francese.

### La fondazione del Servizio Civile Internazionale

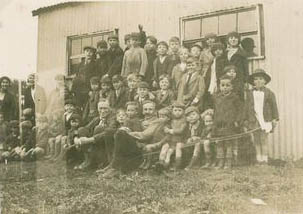
Seduto tra i bambini durante un campo di lavoro a Brynmawr (Brecknockshire, Galles, 1931)

Nel 1919, invitato da Leonhard Ragaz, prese parte a Bilthoven (frazione di De Bilt, nei Paesi Bassi) alla fondazione del Movimento Internazionale di Riconciliazione. Di questo movimento pacifista di ispirazione cristiana Pierre Ceresole fu il primo segretario generale, il che gli consentì di fare la conoscenza di uomini e donne di vari paesi con la sua stessa propensione verso un'azione costruttiva. Nel 1920 si dimise da tale carica per fondare il Servizio Civile Internazionale (che nei primi anni ebbe il nome di Service Civil Volontaire International). Sempre nel 1920 assieme ad alcuni altri pacifisti tedeschi, austriaci e inglesi (tra i quali il quacchero Hubert Parris) organizzò a Esnes-en-Argonne, presso Verdun (Francia), il primo campo di lavoro SCI. In questo luogo altamente simbolico perché devastato dall'attività bellica della prima guerra mondiale lavorarono alla ricostruzione del villaggio, per cinque mesi, volontari appartenenti a paesi che solo pochi anni prima erano in guerra tra loro. Nel 1924 ebbe luogo il primo campo di lavoro in Svizzera.
Tra il 1926 e il 1937 Pierre Ceresole divideva il proprio tempo tra l'insegnamento a La Chaux-de-Fonds (come professore di matematica) e le campagne del Servizio Civile Internazionale in vari paesi tra i quali in particolare l'India, dove tra il 1934 e il 1937 vennero organizzati progetti a sostegno della popolazione del Bihar danneggiate da un forte terremoto.
In India Pierre incontrò parecchie volte Gandhi.. Nel 1936 lo scrittore Romain Rolland propose la candidatura di Pierre Ceresole al Premio Nobel per la pace.

### La conversione al Quaccherismo e gli ultimi anni
Nel 1936 Pierre scrisse una lunga lettera nella quale chiedeva di aderire alla Società degli Amici (Quaccherismo).
Al suo ritorno dall'India, nel 1937, fece sosta negli USA per assistere al congresso mondiale dei Quaccheri presso Filadelfia.
Anche prima dello scoppio della seconda guerra mondiale Pierre Ceresole rifiutò di partecipare ad una esercitazione di oscuramento. Nella Pasqua del 1940 si espresse pubblicamente in una chiesa. Nel 1941 divulgò una circolare interna dello stato maggiore dell'Esercito svizzero con il testo Sono proibiti articoli e commenti che insistano sugli orrori della guerra per mostrarne il carattere inumano, anti cristiano e anti-sociale..
In due occasioni, nel 1942 e nel 1944, si recò a piedi in Germania. La maggior parte di queste azioni dimostrative gli costarono processi e condanne a pene detentive. Il 26 dicembre 1941 sposò Lise David, una parente, con la quale abiterà in una piccola casa a Daley sur Lutry. Morì il 23 ottobre 1945 dopo parecchi mesi di malattia.

## Citazioni
I Carnets de route (quaderni di strada) di Pierre Ceresole contengono numerosi pensieri brevi tra i quali quelli sotto elencati:
- « Abbiamo una legge sull'abbattimento dei bovini alla maniera ebraica; potremmo averne una contro quello degli esseri umani alla maniera cristiana. » (pag. 51, 1912-1914)
- « Vivere di rendita è avvilente quanto avere degli schiavi; del resto si tratta della stessa cosa: schiavitù indiretta. » (pag. 63, 1914)
- « Il solo mezzo di ottenere una vittoria definitiva è quello di allearsi con tutto ciò che c'è di migliore nel nostro nemico. » (pag. 94, 1915-1916)
- « Questa idea di voler fare trionfare la giustizia tramite la violenza sembrerà un giorno così imbecille come ci sembra oggi l'uso della tortura per sapere la verità. » (pag. 106, 1915-1916)

## Opere di Pierre Ceresole

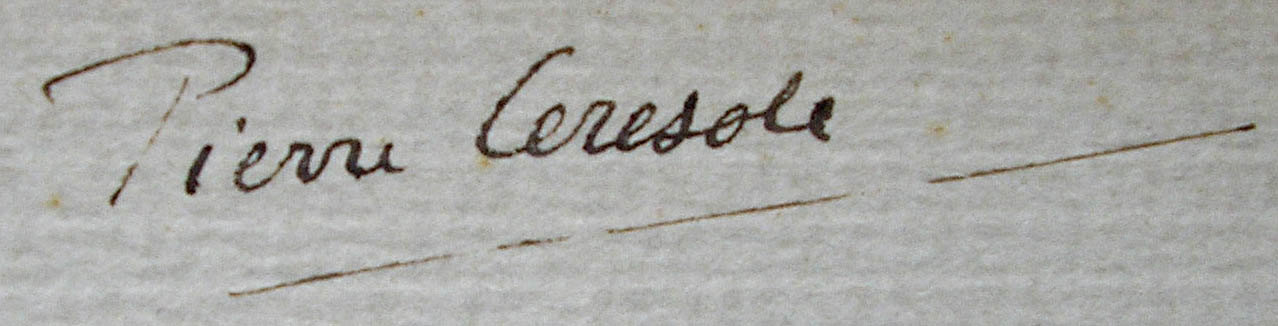
Firma, 1930

- (DE)  Über die Bewegung eines materiellen Punktes auf einer geichförmig rotierenden Fläche, Inaugural-Dissertation zur Erlangung der philosophischen Doktorwürde, vorgelegt der Hohen philosophischen Fakultät, Mathematik-Naturwissenschaftl. Sektion der Universität Zürich, 1903
- (FR)  Le parallélisme psycho-physiologique et l'argument de Bergson, in Archives de Psychologie, n.18, ottobre 1904
- (FR) Religion et patriotisme, ed. Fédération romande des socialistes chrétiens, Losanna, 1917, 38 pagg. — pubblicato anche, nello stesso anno, da La Concorde, Losanna, 42 pagg.
- (FR) Une autre patrie, ed. Fédération romande des socialistes chrétiens, Losanna, 1918, 48 p.
- (FR) Les forces de l'esprit: Emerson 1803-1882, Imprimerie coopérative, La Chaux-de-Fonds, 1930, 24 pagg.
- (FR) L'armée suisse: quarante-deux questions, Röhm, Basilea, 1931, 7p.
- (EN) Religion and Service, in The Friend, Londra, ottobre 1938
- (FR) Mémoire adressé à la Cour de Cassation pénale, 1940
- (FR) Vivre sa vérité: Carnets de route [1909-1944], La Baconnière, Neuchâtel, 1949, seconda edizione accresciuta 1960ca, 279 pagg.

Articoli:
numerosi articoli di Pierre Ceresole sono stati comparsi sulle pubblicazioni del Servizio Civile Internazionale, tra le quali possono essere ricordate, in particolare, L'Essor, La Révolution pacifique e Nie wieder Krieg.
Testimonianze sull'azione dello SCI:
- (FR)  En Allemagne et aux Indes pour la paix, Secrétariat du service civil international, La Chaux-de-Fonds, 1934, 15 pagg.
- (FR)  En Inde sinistrée, La Concorde, Losanna, 1935, 118 pagg.
- (FR)  En vue de l'Himalaya : lettres du Bihar, La Concorde, Losanna, 1936, 141 pagg.
- (FR)  Aux Indes pour la paix vivante : lettres du Bihar 1935-1937, Imprimerie coopérative, La Chaux-de-Fonds, 1937, 220 pagg.

## Alcuni omaggi a Pierre Ceresole
Tra il 1950 e il 1959 numerosi volontari del Servizio Civile Internazionale hanno partecipato alla costruzione di edifici di abitazione nella Francia devastata dalla guerra. L'opera di questi volontari è stata ricordata dall'intitolazione a Pierre Ceresole della via principale dell'espansione residenziale Claire-Cité a Rezé, una cittadina nei pressi di Nantes.
Anche a Pessac (appena a sud di Bordeaux), nel quartiere detto Cap de Bosun si trova una «avenue Pierre Cérésole», ed una « rue Pierre Ceresole » è presente a Granville (in Bassa Normandia).
Una canzone di Hans Aaen dedicata ai quaccheri contemporanei e pubblicata nel 1981 parla di Pierre Ceresole nella sua prima strofa..
Nel 2010 gli è stata dedicata una mostra presso la biblioteca di La Chaux-de-Fonds, che ospita parte degli archivi SCI.
Nel 2018 a Siderno (in provincia di Reggio Calabria) in Contrada Donisi è stata intitolata, una strada a Pierre Ceresole e, precisamente il tratto stradale compreso tra l'incrocio di via Toronto e la Strada statale 106 Jonica. Pierre Ceresole, negli anni 50, (precisamente nel 1951), quando una violenta alluvione devastò l'intera Calabria, inviò numerosissimi volontari del Servizio Civile Internazionale, per studiare i possibili interventi da realizzare in loco. In particolare fece realizzare, importanti opere pubbliche e, tra queste, un ponte (situato nei pressi del torrente San Filippo, inaugurato nel novembre del 1952 e già in precedenza intitolato allo stesso Ceresole). La costruzione del ponte ebbe, da subito, una valenza non solo economica (rappresentando l’unica forma di collegamento con il centro cittadino di Siderno) ma anche socio-culturale. Non fu comunque questa la sola opera realizzata, infatti Ceresole, fece realizzare a Donisi, anche la costruzione della scuola elementare, situata a circa cento metri dal ponte stesso.